# Alex Rider (boekenreeks)
De Alex Rider serie is een boekenreeks geschreven door de Britse kinderboekenschrijver Anthony Horowitz. Volgens de omslag van het boek zijn er wereldwijd meer dan tien miljoen exemplaren verkocht. De reeks vertelt het verhaal van de jonge spion Alex Rider.
Het eerste deel van de veertiendelige reeks werd gepubliceerd in het Verenigd Koninkrijk in 2000 en werd aangepast voor de film Stormbreaker. Het negende boek verscheen in oktober 2011 in het Nederlands en is getiteld Scorpia Rising. Er verschenen nadien nog 5 boeken die niet vertaald werden naar het Nederlands. De romans werden uitgegeven door Walker Books in het Verenigd Koninkrijk en Puffin in de Verenigde Staten. Het genre is spionage-fictie. Alex Rider wordt vaak vergeleken met James Bond, maar dan als de jongere versie.

## Boeken
Een van de kenmerken van de Alex Rider-serie is dat de boeken allemaal aparte verhalen zijn, maar elkaar toch regelrecht opvolgen. Meestal is het ene boek pas uit en begint het andere al (zoals bij Ark Angel en Snakehead). Het is ook mogelijk dat er langere tijd tussen zit (zoals bij Snakehead en Crocodile Tears). Dit maakt dat de eerste negen boeken (van Stormbreaker tot Scorpia Rising) zich afspelen binnen een tijdspanne van zo'n vijf maanden (van eind mei tot eind januari het jaar erop). In Stormbreaker is Alex 14 jaar; in Nightshade revenge is hij 16.
De titels van de serie, op volgorde van uitgave, zijn:
- Stormbreaker, eerder vertaald als Bolbliksem
- Point Blanc
- Skeleton Key, eerder vertaald als Cayo Esquelito
- Eagle Strike, eerder vertaald als Adelaarsspel
- Scorpia
- Ark Angel, eerder vertaald als De Val Van De Aartsengel
- Snakehead
- Crocodile Tears
- Scorpia Rising
- Russian Roulette (niet vertaald in het Nederlands)
- Never say die (niet vertaald in het Nederlands)
- Secret Weapon (niet vertaald in het Nederlands)
- Nightshade (niet vertaald in het Nederlands)
- Nightshade revenge (niet vertaald in het Nederlands)

## Film
Het eerste deel van de reeks werd verfilmd onder de titel Operation Stormbreaker of simpelweg Stormbreaker. Alex Rider wordt hierin gespeeld door Alex Pettyfer. In de film, die uitkwam in oktober 2006, spelen veel bekende Britse acteurs, onder wie Andy Serkis als Mr. Grinn en Stephen Fry als Smithers. Ondanks deze acteurs werd besloten om een vervolg nog even uit te stellen.
Naar aanleiding van deze film schreef Anthony Horowitz op verzoek van zijn uitgever een speciaal voorwoord bij de filmeditie van het boek waarin hij ingaat op de relatie tussen het boek en de film en uitlegt dat het een hele onderneming kan worden, maar dat de lezer op de pagina's die volgen nog even zijn eigen Alex Rider kan hebben.

## Televisieserie
Van juni 2020 tot en met april 2024 werd er een televisieserie gemaakt gebaseerd op de boekenreeks met Otto Farrant in de hoofdrol als Alex Rider. De serie werd geschreven door Guy Burt met Anthony Horowitz als een van de uitvoerende producenten. Het eerste seizoen werd gebaseerd op het boek Point Blanc, het tweede seizoen werd gebaseerd op Eagle Strike en het laatste derde seizoen werd gebaseerd op Scorpia. De televisieserie verscheen origineel op Amazon Prime Video (seizoen 1), IMDb TV (seizoen 2) en Amazon Freevee (seizoen 3). De volledige serie was in Nederland te zien bij streamingsdienst Videoland en in België bij Streamz.